# Cermignano
Cermignano – miejscowość i gmina we Włoszech, w regionie Abruzja, w prowincji Teramo.
Według danych na rok 2004 gminę zamieszkiwało 1970 osób, 75,8 os./km².